# Andrzej Chlewicki
Andrzej Chlewicki  (ur. 5 lipca 1932 w Choszczówce, zm. 20 marca 1992 w Oświęcimiu) – działacz NSZZ „Solidarność”. Po 13 grudnia 1981 roku współorganizator podziemnej działalności NSZZ „Solidarność” na terenie Oświęcimia, Honorowy Obywatel Miasta Oświęcim.
Kierował organizacją pomocy dla osób represjonowanych i ich rodzin w Oświęcimiu, Małopolsce, na Podbeskidziu i Górnym Śląsku. Twórca nielegalnej biblioteki wydawnictw II obiegu.